# دوربی
شهر دوربی (به فرانسوی: Durbuy) در شهرستان مرش‌آن‌فمن در استان لوکزامبورگ در منطقه فدرال والوون در کشور بلژیک واقع شده‌است.

## نگارخانه

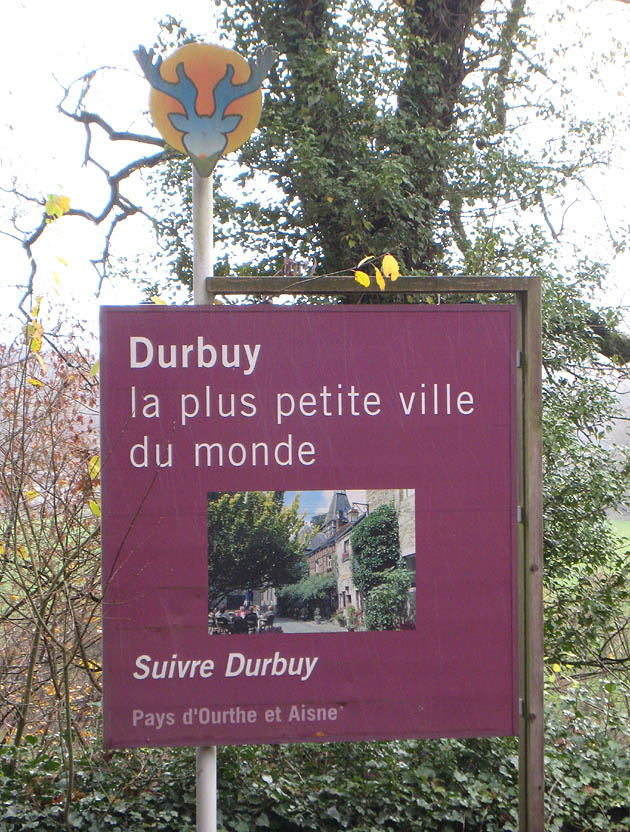
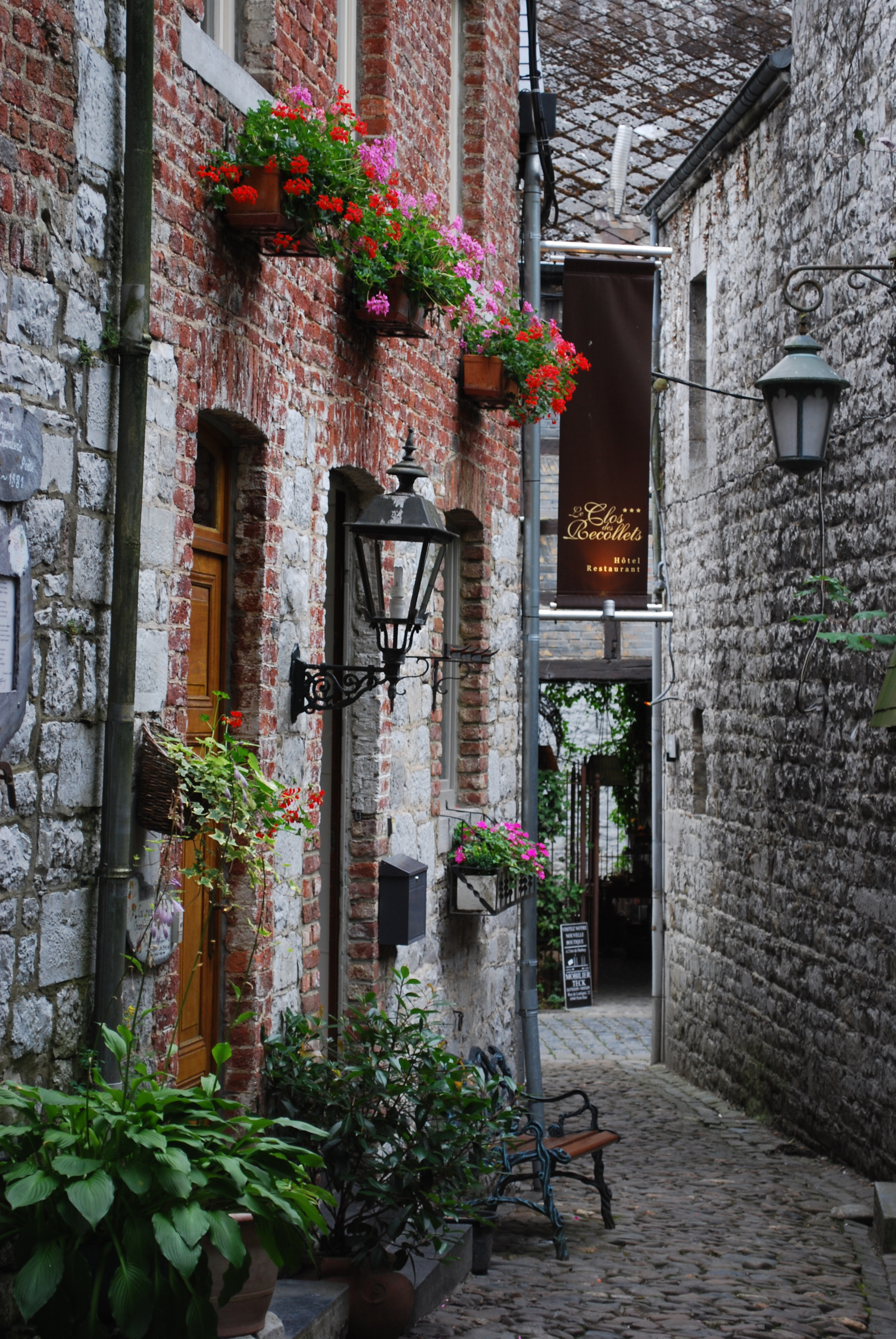
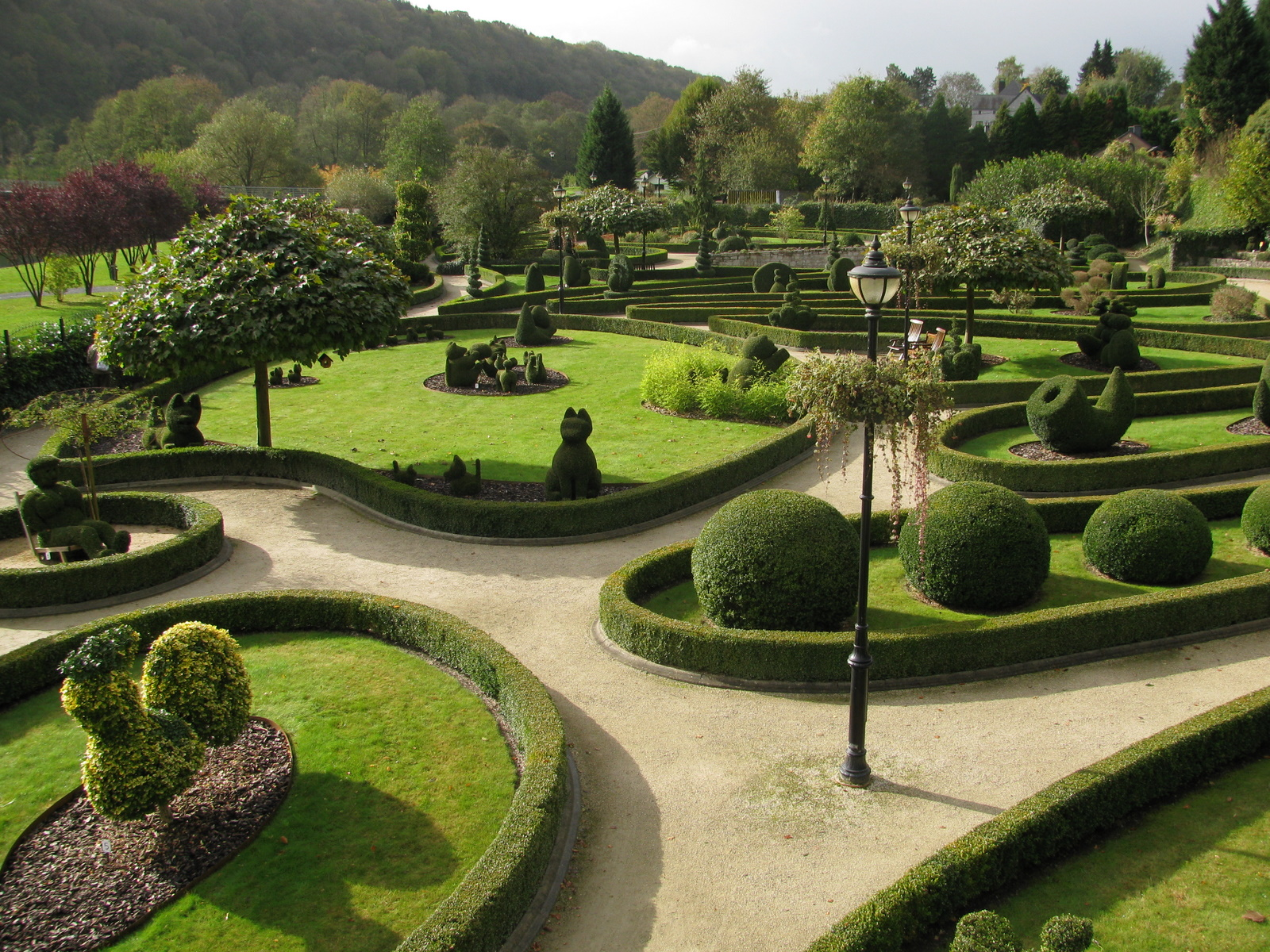